# Furcillaria convoluta
Furcillaria convoluta är en mångfotingart som beskrevs av Shelley 1981. Furcillaria convoluta ingår i släktet Furcillaria och familjen Xystodesmidae. Inga underarter finns listade i Catalogue of Life.